# 彩虹蜂虎
彩虹蜂虎（学名：Merops ornatus）为蜂虎科蜂虎屬下的一个种。

## 分類學
彩虹蜂虎是澳洲唯一的蜂虎科物種，並且是單型的。牠最接近的親緣可能是南非和東非的橄欖蜂虎（Merops superciliosus），但分子系統發生分析顯示，彩虹蜂虎的最近親是黃喉蜂虎（M. apiaster）。牠首次由約翰·萊瑟姆於1801年描述。屬名來自古希臘文的merops，意思是「蜂虎」，而種小名ornatus則是拉丁文，意為「華麗的，裝飾的」。

## 描述
彩虹蜂虎是色彩繽紛的鳥類，身長可達23—28 cm（9.1—11.0英寸），包括延長的尾羽，體重為20—33 g（0.71—1.16 oz）。上背部和翅膀為綠色，下背部和尾下覆羽為亮藍色。翅膀下側和初級飛羽為紅棕色至銅色，帶有綠色邊緣，尾巴為黑色至深紫色。彩虹蜂虎的兩根中央尾羽比其他尾羽長，且雄鳥的尾羽比雌鳥更長。頭頂、腹部和胸部、喉部為淡黃色至橙色，喉部有黑色的新月形胸斑，並有一道黑色條紋，邊緣帶有藍色，穿過其明亮的紅眼。牠們有小而聯趾的腳（即部分趾頭連在一起）。幼鳥的頭頂顏色較綠，沒有喉帶和尾羽延長物。

## 分佈與棲地
彩虹蜂虎是一種常見的物種，夏季可見於大部分南部澳洲的森林地區，不包括塔斯馬尼亞。牠們在冬季時遷徙至澳洲北部、新幾內亞以及一些印度尼西亞南部的島嶼。有迷鳥曾在日本的宮古島被記錄。
牠們可能棲息於開闊的林地、海灘、沙丘、懸崖、紅樹林和農田中，且經常造訪公園和私人花園。

## 行為
如同所有蜂虎，彩虹蜂虎是非常群居的鳥類。在非繁殖期，牠們會在茂密的灌木叢或大樹上成群棲息。

### 叫聲
彩虹蜂虎會發出一系列響亮、悅耳的「pir-r-r」叫聲，特徵是快速震動和高音調，通常是在飛行中發出。在棲息時，鳥與鳥之間會交換較柔和、較慢的叫聲。

### 築巢
彩虹蜂虎像所有蜂虎一樣是地築巢的鳥類。在北部的繁殖季節是雨季前後，南部則是從11月至1月。彩虹蜂虎被認為是終生配偶制。雄鳥會在雌鳥挖掘巢穴時給她帶來昆蟲作為食物。蜂虎挖掘巢穴時，會用翅膀和腳平衡身體，並用喙挖掘，然後用腳把鬆散的土壤向後推，同時依靠喙來保持平衡。雌蜂虎每天能向下挖約三英寸。巢穴隧道非常狹窄，鳥的身體緊緊貼著隧道牆壁，當鳥進出時，牠們的動作就像活塞一樣，將新鮮空氣泵入，並將陳舊空氣排出。彩虹蜂虎也已知會與其他蜂虎，甚至有時與其他鳥類物種共享巢穴隧道。雌鳥通常會產下3至7顆圓形的半透明白色卵，每顆卵約24乘18 mm（0.94乘0.71英寸）。這些卵在約21至24天後孵化。幼鳥在28至31天後羽翼豐滿，由雙親以及其他群體成員共同餵養。海蟾蜍已知會捕食幼鳥。

### 飲食
彩虹蜂虎主要以飛行中的昆蟲為食，但正如其名字所示，牠們特別喜歡蜜蜂。彩虹蜂虎一般密切注視著飛行中的昆蟲，牠們能在距離45米遠的地方發現潛在的食物。一旦發現昆蟲，蜂虎會從棲息處俯衝而下，用其又長又細的黑色喙捕捉獵物，然後飛回棲息處。蜂虎會將獵物敲打在棲息處上以制服它。儘管彩虹蜂虎對蜜蜂和黃蜂的螫刺實際上具有免疫力，但在捕捉到蜜蜂後，牠們會將蜜蜂的螫刺在棲息處上磨去，同時閉上眼睛以避免被破裂的毒囊噴出的毒液濺到。彩虹蜂虎每天可以吃掉數百隻蜜蜂，這自然會引起養蜂人家的不滿，但牠們的破壞通常會因牠們控制蝗蟲和大黃蜂等害蟲的作用而得到平衡。

### 羅伊8號爭議
西澳大利亞州珀斯的羅伊8號項目反對者聲稱，彩虹蜂虎會遷徙至位於羅伊公路延伸路徑上的比利亞濕地。在2017年3月11日選舉後，新上任的工黨政府暫停了這個項目，志願者們已開始進行修復工作。

## 保育狀況
彩虹蜂虎是一種常見的遷徙物種，分佈範圍廣泛，且種群穩定，因而被IUCN紅色名錄列為無危。

## 圖庫

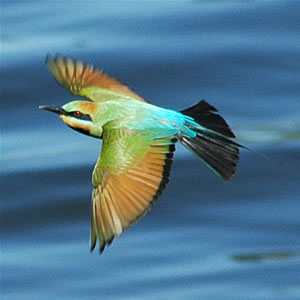
飛行中
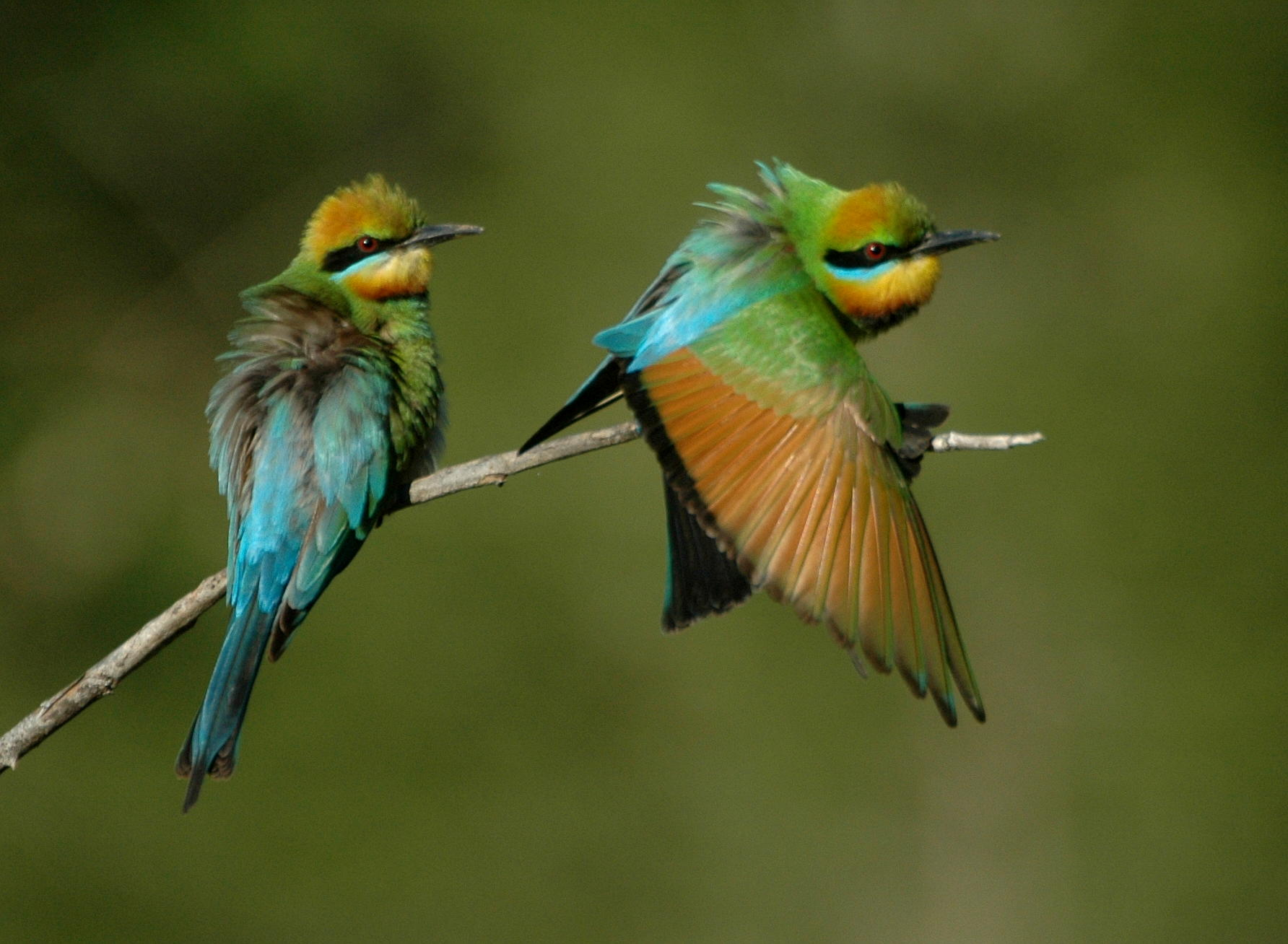
彩虹蜂虎曬太陽，清晨 昆士蘭東南部，澳洲
- 彩虹蜂虎 於 戴伯勒, 昆士蘭東南部，澳洲
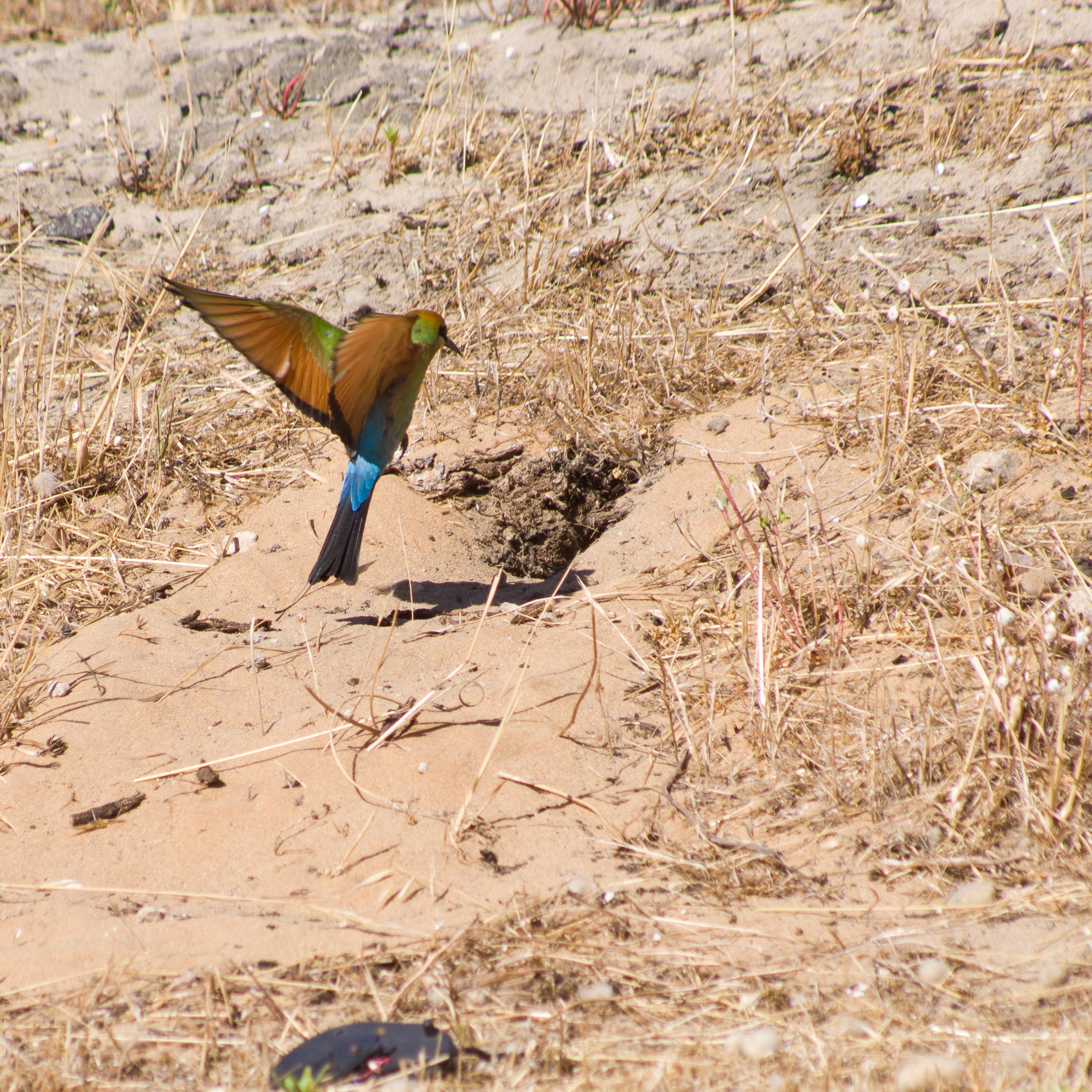
彩虹食蜂鳥進入築巢洞穴 貝利亞爾濕地
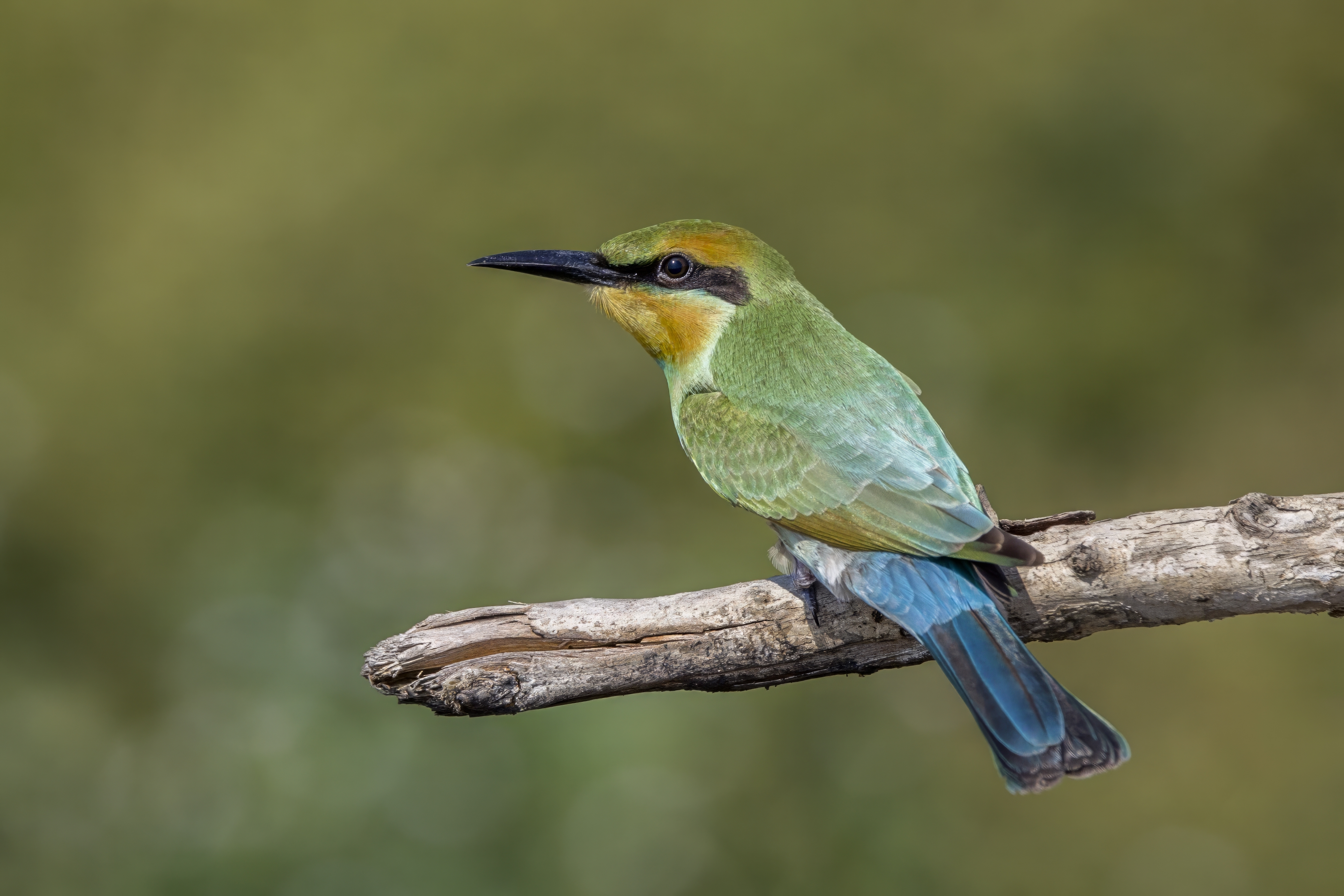
在北領地